# Брок Акил, Мара
Мара Брок Акил (англ. Mara Brock Akil, род. 27 мая 1970) — американский телевизионный продюсер и сценарист, считающаяся одной из самых успешных темнокожих женщин-создателей телевизионных шоу. Брок Акил добилась успеха благодаря созданию телевизионных шоу с темнокожими женщинами в главных ролях.

## Жизнь и карьера
Брок Акил родилась в Лос-Анджелесе, штат Калифорния, но выросла в Канзас-Сити, где в 1988 году окончила среднюю школу, а после поступила в Северо-Западный университет. Свою карьеру сценариста она начала в 1994 году, с сериала «Южный Централ», который получил похвалу критиков, но был закрыт после одного сезона, после чего она работала над ситкомами «Шоу Джейми Фокса» и «Мойша». В 2000 году она выступила создателем и исполнительным продюсером ситкома UPN «Подруги», который просуществовал восемь сезонов. В 2006 году, Брок Акил создала его спин-офф, «Игра», который вскоре переехал на BET, где и транслировался ещё пять сезонов.
В 2009—2010 годах, Брок Акил была сценаристом первого сезона ситкома ABC «Город хищниц», а в 2012 году дебютировала в кино, выпустив мюзикл «Спаркл», где снялась Уитни Хьюстон. В 2013 году, по стопам успехов Шонды Раймс, она запустила драматический сериал «Быть Мэри Джейн», получивший значительное количество похвалы от критиков.
С 1999 года, Брок Акил замужем за телевизионным режиссёром Салимом Акилом, который в свою очередь работает режиссёром в большинстве её проектов. У них двое детей.